# Stanislas Gamber
Stanislas Gamber, né le 26 janvier 1856 à Marseille et mort le 11 janvier 1941 à Marseille, est un chanoine, écrivain et inspecteur de l'enseignement libre.

## Biographie
Stanislas Gamber est ordonné prêtre en 1880. Il est professeur à l'école de Belsunce de 1880 à 1890, puis directeur des études de 1890 à 1891. Cette même année, il devient aumônier au lycée Thiers de Marseille. Il devient vicaire à Saint-Philippe de 1891 à 1895, puis à nouveau aumônier de lycée de 1895 à 1904. Après avoir été nommé chanoine en 1904, il devient inspecteur de l'enseignement libre de 1906 à 1938. Docteur ès-lettres, il est l'auteur de nombreux ouvrages.
Il est nommé à l'Académie de Marseille en 1902 dont il sera le secrétaire perpétuel de 1909 à 1941. Il vit au n°40, rue Adolphe-Thiers.

## Œuvres
- Stanislas Gamber, Le discours de Jésus sur la montagne, Paris, P. Lethielleux, 1912, 166 p. (OCLC 494054136)
- Stanislas Gamber, L'Hellénisme à Marseille : L'Édition massaliote de l'Iliade, Marseille, Bérard, 1888, 52 p. (OCLC 903962398)
- Stanislas Gamber, Heures du soir : Poèmes, Paris, J. de Gigord, 1924, 158 p. (OCLC 758547563)
- Stanislas Gamber, Autour de Saint-Cyr-sur-mer, Marseille, Barlatier, 1915, 7 p.
- Stanislas Gamber, Quid de liberalium disciplinarum studio et ratione senserit Cl. Bufferius : hanc thesim Facultati litterarum in Universitate aquensi-massiliensi proponebat ad gradum doctoris promovendus, Paris, 1909, 119 p. (OCLC 763259734, lire en ligne)